# سينورتاس
سينورتاس (باليونانية: Κυνόρτας) حسب الميثولوجيا اليونانية هو ملك أسبرطة وابن أميكلاس.

## وصلات خارجية
- بوسانياس، وصف اليونان (باللغة الإنجليزية)